# NGC 6926
NGC 6926 is een balkspiraalstelsel in het sterrenbeeld Arend. Het hemelobject werd op 21 juli 1784 ontdekt door de Duits-Britse astronoom William Herschel.

## Synoniemen
- UGC 11588
- MCG 0-52-33
- ZWG 373.33
- VV 621
- IRAS 20305-0211
- PGC 64939